# I Bet You Look Good on the Dancefloor
I Bet You Look Good on the Dancefloor var Arctic Monkeys första singel som släpptes 2005 efter att gruppen skrivit kontrakt med Domino Records. Den blev etta på den brittiska singellistan.

## Låtlista
1. "I Bet You Look Good on the Dancefloor" - 2:54
2. "Bigger Boys and Stolen Sweethearts" - 2:58
3. "Chun Li's Spinning Bird Kick" - 4:40